# Schmidtea
Schmidtea es un género de tricládidos dugésidos ampliamente utilizado en estudios de regeneración y desarrollo.
Hasta 1991, Schmidtea se consideraba un subgénero de Dugesia, luego se actualizó al rango de género.

## Especies
Este género contiene las siguientes especies:
- Schmidtea lugubris
- Schmidtea mediterranea
- ?Schmidtea nova
- Schmidtea polychroa

## Filogenia
El árbol filogenético incluyendo cinco géneros, por Álvarez-Presas et al., 2008:

|  | Cura                                                  |
|  |                                                       |
|  | \| \| Schmidtea \| \| \| \| \| \| Dugesia \| \| \| \| |
|  |                                                       |
|  | Schmidtea                                             |
|  |                                                       |
|  | Dugesia                                               |
|  |                                                       |

|  | Schmidtea |
|  |           |
|  | Dugesia   |
|  |           |

|  | Cura                                                  |
|  |                                                       |
|  | \| \| Schmidtea \| \| \| \| \| \| Dugesia \| \| \| \| |
|  |                                                       |
|  | Schmidtea                                             |
|  |                                                       |
|  | Dugesia                                               |
|  |                                                       |

|  | Schmidtea |
|  |           |
|  | Dugesia   |
|  |           |

|  | Cura                                                  |
|  |                                                       |
|  | \| \| Schmidtea \| \| \| \| \| \| Dugesia \| \| \| \| |
|  |                                                       |
|  | Schmidtea                                             |
|  |                                                       |
|  | Dugesia                                               |
|  |                                                       |

|  | Schmidtea |
|  |           |
|  | Dugesia   |
|  |           |

|  | Cura                                                  |
|  |                                                       |
|  | \| \| Schmidtea \| \| \| \| \| \| Dugesia \| \| \| \| |
|  |                                                       |
|  | Schmidtea                                             |
|  |                                                       |
|  | Dugesia                                               |
|  |                                                       |

|  | Schmidtea |
|  |           |
|  | Dugesia   |
|  |           |